# Pod naciskiem
Pod naciskiem – trzeci album hardcore'owego zespołu Schizma, wydany w 1997 przez QQRYQ Productions. Materiał został nagrany w studio Stuff Rec. w Bydgoszczy w sierpniu 1996.
We wkładce do płyty wydrukowano tekst propagandowy Grupy Anty-Nazistowskiej (G.A.N.), powstałej w Bydgoszczy w 1992 oraz logo kampanii społecznej Muzyka Przeciwko Rasizmowi.
Materiał został wydany ponownie w 2010 przez wytwórnię Spook Records.

## Lista utworów
Wersja podstawowa z 1997
1. "Scenowi kibice"
2. "Wyznanie"
3. "Dom?"
4. "Zbyt długo"
5. "Nie mój problem"
6. "W cieniu"
7. "Patrząc naokoło"
8. "Sekcja"
9. "Czy musimy"
10. "System" (cover Abaddon)
11. "Puste słowa"
12. "Buraki"
13. "Pod naciskiem"

Utwory dodatkowe wydane w 2010
14. "Schizma '96" (utwór ukryty)
15. "Pod naciskiem"
16. "Czy musimy"
17. "Słowa"
18. "Problem"
19. "Confession"
20. "Autopsy"
21. "Scenowi kibice 2000"

## Twórcy
Skład grupy
- Arkadiusz „Pestka” Wiśniewski – śpiew, słowa utworów 1–4, 6–11, 13[1]
- Maciej „Maciek” Wacław – gitara elektryczna, słowa utworu 5[1]
- Łukasz „Łuki” Niedźwiecki – gitara basowa[1]
- Jarosław „Monter” Mątewski – perkusja[1]

Inni
- Wojciech Chudziński – realizacja[1]
- „Karpus”, „Drzycim” – projekt okładki[1]

- J.Pijarowski - zdjęcia
- „Martin Eden” – słowa utworu 12[1]